# Michael Spiller
Michael Alan Spiller (1º agosto 1961) è un regista televisivo ed ex-direttore della fotografia statunitense.
Ha diretto la fotografia di diversi film indipendenti americani degli anni novanta, tra cui tutti quelli di Hal Hartley girati in pellicola (ovvero da L'incredibile verità del 1989 a No Such Thing del 2001), prima di passare dietro la macchina da presa nel decennio seguente a partire dalla serie TV Sex and the City. Ha poi diretto numerosi episodi di serie come Scrubs - Medici ai primi ferri, The Mindy Project e Modern Family, con la quale ha vinto il premio Emmy per la miglior regia per una serie commedia nel 2011.

## Filmografia

### Regista
- Sex and the City – serie TV, 7 episodi (1999-2001)
- Scrubs - Medici ai primi ferri (Scrubs) – serie TV, 20 episodi (2002-2010)
- Leap of Faith – serie TV, episodio 1x02 (2002)
- Greg the Bunny – serie TV, episodio 1x04 (2002)
- Do Over – serie TV, episodio 1x14 (2002)
- The Bernie Mac Show – serie TV, 5 episodi (2002-2004)
- Oliver Beene – serie TV, 5 episodi (2003-2004)
- Lucky – serie TV, episodi 1x07-1x13 (2003)
- Detective Monk (Monk) – serie TV, episodio 2x03 (2003)
- Cracking Up – serie TV, episodio 1x04 (2004)
- Method & Red – serie TV, episodi 1x06-1x07 (2004)
- Life as We Know It – serie TV, episodi 1x04-1x05 (2004)
- Jake in Progress – serie TV, 8 episodi (2005-2006)
- Kitchen Confidential – serie TV, episodi 1x03-1x08 (2005-2006)
- Big Love – serie TV, episodi 1x04-1x07 (2006)
- Big Day – serie TV, 8 episodi (2006-2007)
- Ugly Betty – serie TV, 5 episodi (2007-2008)
- Big Shots – serie TV, episodio 1x03 (2007)
- Samantha chi? (Samantha Who?) – serie TV, episodi 1x03-1x06 (2007)
- Aliens in America – serie TV, episodio 1x11 (2008)
- The Riches – serie TV, episodio 2x06 (2008)
- La peggiore settimana della nostra vita (Worst Week) – serie TV, episodi 1x06-1x13-1x15 (2008-2009)
- Better Off Ted - Scientificamente pazzi (Better Off Ted) – serie TV, 4 episodi (2009-2010)
- The Middle – serie TV, episodi 1x06-1x08 (2009)
- Cougar Town – serie TV, episodi 1x04-1x14 (2009-2010)
- Modern Family – serie TV, 22 episodi (2010-2019)
- The Office – serie TV, episodio 7x14 (2011)
- Non fidarti della str**** dell'interno 23 (Don't Trust the B---- in Apartment 23) – serie TV, episodi 1x02-1x05-2x12 (2012-2013)
- New Girl – serie TV, episodi 1x22-1x24 (2012)
- The Mindy Project – serie TV, 30 episodi (2012-2017)
- Brooklyn Nine-Nine – serie TV, episodio 3x13 (2016)
- Black-ish – serie TV, 6 episodi (2016-2021)
- Superstore – serie TV, episodi 2x14-3x11 (2017-2018)
- Champions – serie TV, 5 episodi (2018)
- Fresh Off the Boat – serie TV, episodio 5x02 (2018)
- I Feel Bad – serie TV, episodio 1x10 (2018)
- Good Girls – serie TV, episodio 2x05 (2019)
- Whiskey Cavalier – serie TV, episodio 1x06 (2019)
- Mixed-ish – serie TV, episodio 1x03-1x14-1x15 (2019-2020)
- AJ and the Queen – serie TV, episodio 1x08 (2020)
- Perfect Harmony – serie TV, episodio 1x12 (2020)
- Stoffa da campioni - Cambio di gioco (The Mighty Ducks: Game Changers) – serie TV, episodi 1x02-1x08-1x10 (2021)

### Direttore della fotografia

#### Cinema
- Kid, regia di Hal Hartley - cortometraggio (1984)
- The Cartographer's Girlfriend, regia di Hal Hartley - cortometraggio (1987)
- L'incredibile verità (The Unbelievable Truth), regia di Hal Hartley (1989)
- Trust - Fidati (Trust), regia di Hal Hartley (1990)
- Theory of Achievement, regia di Hal Hartley - cortometraggio (1991)
- Ambition, regia di Hal Hartley - cortometraggio (1991)
- Uomini semplici (Simple Men), regia di Hal Hartley (1992)
- Fratelli di sangue (Handgun), regia di Whitney Ransick (1994)
- Amateur, regia di Hal Hartley (1994)
- Opera No. 1, regia di Hal Hartley - cortometraggio (1994)
- Cerca e distruggi (Search and Destroy), regia di David Salle (1995)
- Flirt (New York-Berlino-Tokyo) (Flirt), regia di Hal Hartley (1995)
- Parlando e sparlando (Walking and Talking), regia di Nicole Holofcener (1996)
- Niagara, Niagara, regia di Bob Gosse (1997)
- La casa del sì (The House of Yes), regia di Mark Waters (1997)
- La follia di Henry (Henry Fool), regia di Hal Hartley (1997)
- Hell's Kitchen - Le strade dell'inferno (Hell's Kitchen), regia di Tony Cinciripini (1998)
- Bella da morire (Drop Dead Gorgeous), regia di Michael Patrick Jann (1999)
- No Such Thing, regia di Hal Hartley (2001)
- No Direction Home: Bob Dylan, regia di Martin Scorsese - documentario (2005)

#### Televisione
- Surviving Desire, regia di Hal Hartley – film TV (1992)
- Sex and the City – serie TV, 28 episodi (1998-2002)

#### Video musicali
- Kool Thing – Sonic Youth (1990)
- Siva – The Smashing Pumpkins (1991)
- Dirty Boots – Sonic Youth (1991)
- 100% – Sonic Youth (1992)

### Produttore esecutivo
- The Mindy Project – serie TV, 116 episodi (2012-2017)
- Champions – serie TV, 10 episodi (2018)
- Stoffa da campioni - Cambio di gioco (The Mighty Ducks: Game Changers) – serie TV, 10 episodi (2021)